# (3472) Upgren
(3472) Upgren es un asteroide perteneciente al cinturón de asteroides, descubierto el 1 de marzo de 1981 por Schelte John Bus desde el Observatorio de Siding Spring, Nueva Gales del Sur, Australia.

## Designación y nombre
Designado provisionalmente como 1981 EJ10. Fue nombrado Upgren en honor del astrónomo estadounidense Arthur Reinhold Upgren, Jr.